# Staffordshirski zaklad
Staffordshirski zaklad je največji zaklad anglosaškega zlata in srebra, ki je bil doslej najden. Sestavljen je iz skoraj 4600 predmetov in kovinskih drobcev, kar je skupaj 5,1 kg zlata, 1,4 kg srebra in približno 3500 kosov granatnega nakita v obliki cloisonne. Zgodovinar Cat Jarman jo opisuje kot »morda najboljšo zbirko zgodnjesrednjeveških artefaktov, ki so jih kdaj odkrili«.
Zaklad je bil najverjetneje odložen med letoma 650–675 n. št. in vsebuje artefakte, ki so bili verjetno izdelani v 6. in 7. stoletju. Odkrili so ga leta 2009 na polju blizu vasi Hammerwich v bližini Lichfielda v Staffordshireu v Angliji. Lokacija je bila v času odlaganja zaklade v anglosaškem kraljestvu Mercia.
Zaklad je »radikalnega« pomena v anglosaški arheologiji. Artefakti so skoraj vsi borilnega značaja in ne vsebujejo nobenih predmetov, ki bi jih uporabljale ženske. Povprečna kakovost izdelave je izjemno visoka in še posebej izjemna glede na veliko število posameznih predmetov, kot so npr. meči in čelada, iz katere je prišlo veliko drobcev.
Zaklad sta skupaj kupila Muzej in umetnostna galerija Birmingham ter Muzej lončarjev in umetniška galerija za 3,285 milijona GBP v skladu z Zakonom o zakladih iz leta 1996.

## Vsebina
Zaklad vključuje skoraj 4600 predmetov in kovinskih drobcev, skupaj 5094 kg zlata in 1442 kg srebra, s 3500 cloisonné granatov in je največji zaklad do sedaj odkrit anglosaških zlatih in srebrnih predmetov, kar je vsaj po količini preseglo 1,5 kg zaklada, najdenega v pokopu ladje Sutton Hoo leta 1939.
Poleg treh verskih predmetov so predmeti v zakladu vojaški, domačih predmetov, kot so posode ali jedilni pribor ali ženski nakit, ki so najpogostejše anglosaške zlate najdbe ni. Po poročanju vsebina »kaže vse znake, da je skrbno izbrana«. Obstaja široko soglasje, da je bil tipični predmet v zakladu izdelan v 7. stoletju, pri čemer datum odlaganja zaklada seveda sledi izdelavi najnovejšega predmeta, ki ga vključuje.
Skupaj z drugimi odkritji je pregled zaklada pokazal, da so saški zlatarji zmogli spremeniti površino zlata z izčrpanim pozlačevanjem, da bi dali videz višje vsebnosti zlata, tehnika, ki jim prej ni bila priznana. Tako kot pri drugem anglosaškem nakitu so tudi granati v 28 kosih morda prišli od daleč, kot sta Šrilanka ali Afganistan, verjetno v rimskem obdobju.

### Orožje
Vsebina vključuje veliko fino obdelanih srebrnih in zlatih okraskov za meč, ki so bili odstranjeni iz orožja, vključno s 66 zlatimi ovratnicami za meče in številnimi zlatimi ploščami za ročaje, nekatere z vložki iz granata v zoomorfnem slogu. Najdenih 86 glav za meče predstavlja največje doslej odkritje glav v enem samem kontekstu, z veliko različnimi vrstami (nekateri prej neznani), ki podpirajo idejo, da so bile izdelane v širokem časovnem razponu.

### Križi
Uradna izjava za javnost Staffordshirskega zaklada ugotavlja, da sta edina predmeta, ki sta očitno neborbena, dva (ali morda trije) križa. Sharp (2016) je pokazal, da je verjetno veliko kosov povezano s krščanstvom, zaklad pa je mešanica številnih krščanskih in ne vojaških predmetov. Največjemu izmed treh križev manjka nekaj okrasnih elementov (nekateri so prisotni, vendar ločeni), sicer pa ostaja nedotaknjen. Morda je bil za oltar ali procesijski križ. Lahko bi bil pritrjen tudi na sprednjo stran knjige, kot je na primer evangelij. Vendar je križ zložen. Glede razloga oziroma razlogov za to so podane tri razlage. Ena je, da je bilo zlaganje opravljeno pred pokopom, »da bi se prilegalo majhnemu prostoru«. Druga razlaga namiguje, da je to znak, da so pogrebni depozit naredili pogani, ki niso imeli posebnega spoštovanja do krščanskega značaja predmetov. Tretji pogled je v nasprotni smeri in sicer, da so to storili kristjani s spoštovanjem, da bi odstranili sveti značaj tega križa in drugih krščanskih kosov, preden so jih pokopali. Okov iz zlata in granata, narejen za vogal ravnega pravokotnega predmeta, je lahko za vogal platnice knjige, ki bi bila v tem kontekstu skoraj zagotovo evangelij.[izvirna raziskava?]

### Zlati trak
Eden najbolj zanimivih predmetov v zakladu je majhen zlati trak (St.H 550), ki v razgrnjenem stanju meri 179 mm × 15,8 mm × 2,1 mm, popisan z bibličnim citatom, iz Numeri 4 Mz 10,35, v otoški majuskuli, na obeh straneh, kot
(zunaj)   [S]URGE:DNE:DISEPENTURINIMICITUIE/T | [F]UGENT QUIODERUNTTEAFACIETUA
(znotraj)   SURGE DNE DISEPINTUR [...MIC]ITUIE/TFUGIU[N/T]QUIO DE | [R]UNTTE AF ACIE TU[..]DIUIE NOS[.R.]
Branje Nova Vulgata tega odlomka je:
Surge Domine et dissipentur inimici tui et fugiant qui oderunt te a facie tua
(KJV: "Vstani, GOSPOD, in naj se razkropijo tvoji sovražniki; in tisti, ki te sovražijo, naj bežijo pred teboj.")
Branje dodatnih besed na drugi različici besedila, [a]diuie nos[.r.], ni jasno; morda gre za praktične črke 2, kar pomeni, da notranja stran naj ne bi bila vidna, in vsebuje opuščen poskus napisa.
Odlomek je dokaj pogosto citiran, zlasti v Življenju Mercijanskega svetega Guthlaca (umrl 714), ki je najverjetneje sestavljeno v 730-ih letih. Odlomek se pojavi v kontekstu Guthlacovega srečanja z Æthelbaldom, poznejšim kraljem Mercije, v katerem svetnik napoveduje, da bo kraljev sovražnik »pobegnil iz tvojega obraza«. Vzporedni verz iz psalma 67 (hebrejska številka 68), verz 2, se pojavi, ko Guthlac odganja demone, ki so se mu prikazali v viziji. Sharp (2016) je predlagal, da napis kaže na tesnobo pred veliko grožnjo in to bi lahko bila le invazija Vikingov. Zdi se, da je vrezan trak steblo križa in to kaže na grožnjo Vikinga za cerkev. Paleografsko najverjetneje napis sega v 8. stoletje, pri čemer ne izključujemo konca 7. ali začetka 9. stoletja. Najbližja vzporednica uporabljeni pisavi je napis na svinčeni plošči iz Flixborougha, datiran v 8. ali 9. stoletje. 
Zlati trak je bil morda prvotno pripet na ščit ali pas meča, ali pa je bil lahko del kraka križa; okrogel dragulj iz kabošona bi bil nameščen na terminalnem koncu, drugi konec pa v osrednji okov križa.

## Kontekst in namen
Zaklad je bil odložen na odmaknjenem območju, južno od rimske ceste Watling, približno 4 kilometre zahodno od Letocetum, v tistem času del zunaj župniškega območja Ogley Hay (danes del župnije Hammerwich), v visokogorju, ki ločuje Pencersæte in Tomsæte znotraj kraljestva Mercija.
Kakovost artefaktov, zakopanih v zakladu, je zelo visoka. Navidezni izbor "borilnih" artefaktov, zlasti okras mečev, ne nakazuje, da je zaklad sestavljen zgolj iz plena. Zdi se, da je bila večina zlatih in srebrnih predmetov namerno odstranjena iz predmetov, na katere so bili prej pritrjeni. Brooks (2010) povezuje pretežno bojevit značaj artefaktov v zakladu z navado, da se kralju ob smrti enega od njegovih plemičev podari vojna oprema (heriot) kot davek za nasledstvo. Odstranitev pokrovčkov z mečem najde vzporednico v Beowulfu, ki omenja bojevnike, ki slečejo čepe sovražnikovih mečev. Wall (2015) postulira povezavo s Peadom Mercijskim, na kratko kraljem Mercije v letih 655–656. Sharp (2016) povezuje odlaganje zaklada z napadom Vikingov na Lichfield leta 875 in predpostavlja njegovo izgubo hkrati z odstranitvijo evangelija sv. Čada iz Lichfielda na valižansko območje Mercije.

## Odkritje in izkopavanje
Zlate artefakte je odkril Terry Herbert, član Bloxwich Research and Metal Detecting Club, 5. julija 2009, ko je z detektorjem kovin preiskoval območje nedavno oranih kmetijskih zemljišč blizu Hammerwicha v Staffordshireu. V naslednjih petih dneh je bilo iz zemlje izvlečenih 244 zlatih predmetov. Na tej točki je Herbert stopil v stik z Duncanom Slarkeom, uradnikom za zvezo z najdbami za shemo prenosnih starin Staffordshire in West Midlands. Lastnik zemljišča Fred Johnson je dal dovoljenje za izkopavanje za iskanje preostalega zaklada.

### Izkopavanja 2009
Izkopavanja je financirala družba English Heritage, ki je za izvedbo terenskega dela naročila Birmingham Archeology. Oranje je razkropilo artefakte, zato je bila pri iskanju izkopana površina 9 krat 13 metrov.  Zaradi pomembnosti najdbe je bilo natančno mesto zaklada sprva skrivnost. Z geofizičnim pregledom polja, na katerem je bil zaklad najden, so odkrili, kaj bi lahko bil jarek v bližini najdbe. Čeprav izkopavanja niso pokazala nobenih dokazov o datiranju te značilnosti, je načrtovana nadaljnja preiskava. Skupno je bilo najdenih več kot 3500 kosov. Končna geofizikalna raziskava s specializirano opremo, ki jo je zagotovilo Ministrstvo za notranje zadeve, ni pokazala, da bi bilo treba najti kakršne koli nadaljnje artefakte.
Odkritje je bilo javno objavljeno 24. septembra 2009 in je pritegnilo pozornost po vsem svetu. Uradno spletno mesto, ustanovljeno za predstavitev najdb iz zaklada, je v prvem tednu po objavi prejelo več kot 10 milijonov ogledov. Medtem ko je birminghamska arheologija še naprej obdelovala najdbo, so bili predmeti iz zaklada razstavljeni v muzeju in umetniški galeriji v Birminghamu do 13. oktobra 2009, kar je pritegnilo 40.000 ljudi. Nadaljnji izbor kosov iz zaklade je bil razstavljen v Lončarskem muzeju in umetniški galeriji, Stoke-on-Trent. Ključni predmeti in številni manjši deli so bili nato odpeljani v Britanski muzej v Londonu, kjer se je začela katalogizacija in nekaj začetnega čiščenja in konzerviranja.
Do 24. septembra 2009 je bilo najdenih 1381 predmetov, od tega jih ima 864 maso manj kot 3 grame, 507 manj kot 1 gram, pri čemer je ostalo le 10 večjih predmetov. Rentgenski žarki nepregledanih grudic zemlje kažejo, da je treba razkriti še več. Zgodnja analiza je pokazala, da zaklad ni bil povezan s pokopom.

### Izkopavanja 2010
Konec marca 2010 je skupina arheologov izvedla nadaljnja izkopavanja na najdišču, pri čemer je na terenu izkopala 100 metrov jarkov in jam. Po besedah arheologa Stephena Deana iz okrožja Staffordshire ni več zlata ali zaklada, ki bi ga bilo mogoče pridobiti na najdišču, cilj novega izkopavanja pa je iskanje datumov in okoljskih dokazov. Arheologi upajo, da bodo lahko s temi dokazi ugotovili, kako je bila pokrajina videti v času, ko je bila zaklada odložena.

### Najdbe iz leta 2012
Decembra 2012 je bilo objavljeno, da je bilo na polju, kjer so leta 2009 odkrili Staffordshirski zaklad, odkritih 91 dodatnih kosov zlate in srebrne kovine. Najdbe so bile iz novembra 2012, ko so arheologi in detektorji kovin iz Archeology Warwickshire, delali za Staffordshire County Council in English Heritage, obiskal polje, potem ko je bilo zorano. Veliko kosov tehta manj kot 1 gram, vendar je nekaj večjih kosov, vključno z nosilcem v obliki križa, nosilcem v obliki orla in kosom čelade, ki se ujema s tistim iz odkritja iz leta 2009. Ti dodatni kosi naj bi bili del prvotnega zaklada.
Januarja 2013 je bilo 81 od 91 predmetov na preiskavi mrliškega oglednika razglašenih za zaklad, in potem, ko jih bo ocenil odbor za vrednotenje zakladov, bo svet okrožja Staffordshire imel možnost kupiti predmete, da se bodo lahko ponovno združili z ostalim zakladom. Čeprav so te predmete našli arheologi, bosta denar, zbran z njihovo prodajo, razdelila Herbert in Johnson, saj sta bila odgovorna za prvotno odkritje zaklade. Deset predmetov, ki niso razglašeni za zaklad, je bilo opredeljenih kot sodoben odpadni material.
Kevin Leahy iz Britanskega muzeja je izjavil, da lahko deset predmetov, ki niso prijavljeni kot pripadajoči prvotnemu zakladu, predstavljajo del drugega zaklada anglosškega obdobja. Dva od teh desetih predmetov sta visokokakovostna kosa bakrene zlitine, vendar se po slogu razlikujeta od zlatih in srebrnih predmetov prvotnega zaklada. Sklepa, da so »Anglosasi očitno obiskali najdišče večkrat, da bi zakopali predmete«.

### Vrednotenje in prodaja
Odbor za vrednotenje zakladov je 25. novembra 2009 zaklad ocenil na 3,285 milijona GBP, kar je v skladu z določbami Zakona o zakladih iz leta 1996 znesek, ki ga je treba plačati kot nagrado najditelju in lastniku zemljišča, ki se deli enako za vsak muzej, ki želi pridobiti zaklado.
Po ovrednotenju zaklada je bilo objavljeno, da nameravata Muzej in umetnostna galerija Birmingham ter Muzej lončarstva in umetnostna galerija skupno pridobiti celotni zaklad in sprožen je bil javni poziv za zvišanje potrebnega zneska. Pritožbo je usklajeval Art Fund. Če vsota ne bi bila zbrana do 17. aprila 2010, bi bil zaklad morda prodan na dražbi in edinstvena zbirka bi trajno razpadla. 23. marca 2010 je bilo objavljeno, da je bila vsota zbrana tri tedne pred rokom, potem ko so denarju, ki so ga že zbrali posamezniki, sveti in drugi, dodali donacijo v višini 1,285 milijona GBP iz sklada National Heritage Memorial Fund (NHMF). Čeprav je bila kupnina dosežena, se je poziv Art Fund nadaljeval, da bi zbrali dodatnih 1,7 milijona GB£ za pomoč pri financiranju ohranjanja, študija in razstavljanja zaklade.
Terry Herbert, najditelj zaklada in Fred Johnson, kmet, na čigar zemljišču je bil zaklad najden, sta prejela polovični delež od 3,285 milijona GB£, ki sta jih zbrala Birmingham Museum & Art Gallery ter Potteries Museum & Art Gallery. [42] Pozneje so poročali, da sta se oba moška "spopadla" zaradi delitve denarja.

### Razstava
Zaklad je bil najprej razstavljen v Muzeju in umetniški galeriji Birmingham (od 24. septembra 2009 do 13. oktobra 2009), nato pa je bil del zaklada na ogled v Britanskem muzeju (od 3. novembra 2009 do 17. aprila 2010). Osemdeset predmetov iz zaklada, vključno z zlato konjsko glavo, ki prej ni bila razstavljena, je bilo od 13. februarja 2010 do 7. marca 2010 na ogled v Lončarskem muzeju in umetniški galeriji v Stoke-on-Trentu. Predmeti iz zaklada so bili na ogled v National Geographic Museum v Washington, D.C., Združene države Amerike, od 29. oktobra 2011 do 4. marca 2012. Birminghamski muzej ima stalno galerijo, posvečeno zakladu od leta 2014, razstavo zaklada ima Muzej lončarjev, redno ga posojajo zgodovinskim mestom Mercian Castle in Lichfield Cathedral, ki so del Mercian Trail. Dve repliki čelade sta bili izdelani za ogled v muzejih v Birminghamu in Stokeu.
26. januarja 2012 je bil zaklad predstavljen v enournem dokumentarnem filmu BBC Two Saxon Hoard: A Golden Discovery, ki ga je predstavil televizijski zgodovinar Dan Snow. Podobna oddaja z naslovom Secrets of the Saxon Gold je bila predvajana 22. aprila 2012 kot posebna Time Team, ki jo je predstavil Tony Robinson.
Leta 2016 so se predmeti iz zaklada odpravili na nacionalno turnejo po Združenem kraljestvu, »Bojevniški zakladi: Saško zlato iz zaklade Staffordshire«, v Royal Armouries, Leeds (maj–oktober) in Bristol Museum and Art Gallery (oktober 2016– aprila 2017).
Leta 2020 naj bi bil del zaklada razstavljen v centru za obiskovalce National Trust's Sutton Hoo, poleg predmetov, ki so običajno razstavljeni v Britanskem muzeju , ki je potekal od maja do novembra 2020, vendar ga je motil COVID-19.

## Raziskave in zaščita
Leta 2012 se je začel velik raziskovalni in konzervatorski projekt za čiščenje, raziskovanje in raziskovanje predmetov Staffordshirskega zaklada. Projekt financirajo Historic England, Birmingham Museums Trust in Potteries Museum & Art Gallery, Stoke, s podporo drugih pokroviteljev.
Prva faza raziskovalnega projekta je potekala v obdobju 2012–2014 in je bila osredotočena predvsem na čiščenje in katalogizacijo predmetov ter izvajanje programa znanstvene analize v Britanskem muzeju. Leta 2014 so bili združeni vsi predmeti v večtedensko intenzivno študijo, nato pa se je druga faza osredotočila na združevanje zlomljenih predmetov, nadaljnjo znanstveno analizo in tipološko študijo. Študija objektov je bila zaključena v letu 2016, nadaljujejo pa se dela na končni objavi rezultatov, ki bo vključevala spletni katalog in raziskovalno publikacijo.
Raziskovalni projekt je razkril številne nove vpoglede v zbirko, vključno s številnimi novimi predmeti in informacijami o izdelavi kovinskih izdelkov in konstrukcijah predmetov. Verjame se, da so na primer bizantinski kovanci primarni vir zlata, najdenega v predmetih, granati pa so bili verjetno reciklirani iz rimskih predmetov, nekateri pa so bili pridobljeni v Indiji in Šrilanki.